# Torre de So na Caçana
La Torre de So na Caçana es una torre del siglo XIV que se encuentra junto a la carretera que enlaza Alayor con la calzada de Mahón en Cala en Porter. Es de base cuadrada, que al desaparecer el peligro corsario y crecer las edificaciones de la explotación agrícola, quedó en el interior de las casas como en puntos de otros predios, su forma destaca claramente del conjunto. La terraza se cubrió y no se distinguen las almenas. El acceso es fácil, la carretera bordea la torre. Además hay un aparcamiento cercano con un centro de interpretación porque se encuentra justo al lado del poblado talayótico de So na Caçana.